# Victorino Anguera Sansó
Victorino Anguera Sansó (Palma, 5 de abril de 1933-Madrid, 28 de septiembre de 2010) fue un político y abogado español.

## Biografía
Nació en Palma de Mallorca en 1933. Consejero nacional del Movimiento, fue procurador en las Cortes franquistas entre 1967 y 1977. Nombrado el 24 de noviembre de 1969 gobernador civil de Gerona; tomó posesión del cargo, así como del de jefe provincial del Movimiento, el 2 de diciembre. Cesó el 12 de noviembre de 1974, al ser destinado como gobernador civil de la provincia de Oviedo, posición en la que cesó el 10 de agosto de 1976. También desempeñaría durante la Transición el cargo de subsecretario de Seguridad Social y de Sanidad. Retirado de la política en 1978, se volcó en la abogacía.
Falleció el 28 de septiembre de 2010 en Madrid.